# Lijst van nummer 1-hits in de Nederlandse Top 40 in 2001
Deze hits stonden in 2001 op nummer 1 in de Nederlandse Top 40.
| Nummer | Datum        | Artiest                | Titel                        |
| ------ | ------------ | ---------------------- | ---------------------------- |
| 553    | 6 januari    | LeAnn Rimes            | Can't fight the moonlight    |
|        | 13 januari   | LeAnn Rimes            | Can't fight the moonlight    |
| 554    | 20 januari   | Jennifer Lopez         | Love don't cost a thing      |
|        | 27 januari   | Jennifer Lopez         | Love don't cost a thing      |
| 555    | 3 februari   | Outkast                | Ms. Jackson                  |
| 556    | 10 februari  | Def Rhymz              | Puf / Schudden               |
|        | 17 februari  | Def Rhymz              | Puf / Schudden               |
| 557    | 24 februari  | Shaggy & Rikrok        | It wasn't me                 |
|        | 3 maart      | Shaggy & Rikrok        | It wasn't me                 |
|        | 10 maart     | Shaggy & Rikrok        | It wasn't me                 |
|        | 17 maart     | Shaggy & Rikrok        | It wasn't me                 |
|        | 24 maart     | Shaggy & Rikrok        | It wasn't me                 |
|        | 31 maart     | Shaggy & Rikrok        | It wasn't me                 |
|        | 7 april      | Shaggy & Rikrok        | It wasn't me                 |
| 558    | 14 april     | Starmaker              | Damn (I think I love you)    |
|        | 21 april     | Starmaker              | Damn (I think I love you)    |
|        | 28 april     | Starmaker              | Damn (I think I love you)    |
|        | 5 mei        | Starmaker              | Damn (I think I love you)    |
|        | 12 mei       | Starmaker              | Damn (I think I love you)    |
| 559    | 19 mei       | One Day Fly            | I wanna be a one day fly     |
|        | 26 mei       | One Day Fly            | I wanna be a one day fly     |
|        | 2 juni       | One Day Fly            | I wanna be a one day fly     |
|        | 9 juni       | One Day Fly            | I wanna be a one day fly     |
| 560    | 16 juni      | Atomic Kitten          | Whole again                  |
| 561    | 23 juni      | Shaggy & Rayvon        | Angel                        |
|        | 30 juni      | Shaggy & Rayvon        | Angel                        |
|        | 7 juli       | Shaggy & Rayvon        | Angel                        |
|        | 14 juli      | Shaggy & Rayvon        | Angel                        |
|        | 21 juli      | Shaggy & Rayvon        | Angel                        |
|        | 28 juli      | Shaggy & Rayvon        | Angel                        |
|        | 4 augustus   | Shaggy & Rayvon        | Angel                        |
| 562    | 11 augustus  | U2                     | Elevation                    |
| 563    | 18 augustus  | Herman Brood           | My way                       |
|        | 25 augustus  | Herman Brood           | My way                       |
| 564    | 1 september  | Dante Thomas           | Miss California              |
| 565    | 8 september  | Alicia Keys            | Fallin'                      |
|        | 15 september | Alicia Keys            | Fallin'                      |
|        | 22 september | Alicia Keys            | Fallin'                      |
|        | 29 september | Alicia Keys            | Fallin'                      |
| 566    | 6 oktober    | Kylie Minogue          | Can't get you out of my head |
|        | 13 oktober   | Kylie Minogue          | Can't get you out of my head |
|        | 20 oktober   | Kylie Minogue          | Can't get you out of my head |
|        | 27 oktober   | Kylie Minogue          | Can't get you out of my head |
|        | 3 november   | Kylie Minogue          | Can't get you out of my head |
|        | 10 november  | Kylie Minogue          | Can't get you out of my head |
| 567    | 17 november  | De Poema's             | Zij maakt het verschil       |
|        | 24 november  | De Poema's             | Zij maakt het verschil       |
| 568    | 1 december   | Sita                   | Happy                        |
|        | 8 december   | Sita                   | Happy                        |
| 569    | 15 december  | Gigi d'Agostino        | L'amour toujours             |
|        | 22 december  | Gigi d'Agostino        | L'amour toujours             |
|        | 29 december  | Geen Top 40 verschenen | Geen Top 40 verschenen       |